# Milan Rochla
Milan Rochla (21. prosince 1923 – 3. dubna 1993) byl známý český stavební inženýr a akademický pracovník VUT v Brně. Proslul zejména svou publikací Stavební tabulky, přezdívané "Rochly", které byly půl století základní příručkou projektantů.

## Život a dílo
V roce 1944 absolvoval Střední průmyslovou školu stavební Brno. Působil 30 let na Fakultě stavební VUT v Brně, v Ústavu pozemních staveb. Nejprve jako asistent u prof. Siřiště, v roce 1976 získal docenturu. Byl členem komise pro technické kreslení ÚNM Praha. Jeho hlavní dílo jsou "Stavební tabulky", stručný a přehledný katalog všech tehdejších stavební výrobků s vyobrazeními, základními rozměry a vlastnostmi v rozsahu jednoho tisíce stran. Vyšly je nejprve jako vysokoškolská skripta v letech 1960-1979 celkem v 10 vydáních a nákladu 10 000 výtisků. Jako kniha byly tištěny v letech 1969-1989 v 6 vydáních o celkovém počtu 190 000 výtisků. Na jeho dílo po roce 1989 navázala Jolana Slavíčková pod názvem "Nové Rochlovy stavební tabulky" vydávané v letech 1999-2009.

## Dílo
- ROCHLA, Milan. Stavební tabulky. Praha: Státní nakladatelství technické literatury, 1969. Řada stavební literatury, 1. vydání
- ROCHLA, Milan. Tabulky pro stavitelské kreslení, cvičení a konstrukční návrhy z pozemního stavitelství: [určeno pro posl. fak. stavební]. 1. díl. [5. vyd. dotisk 4. vyd.]. Praha: SNTL, 1967. Učební texty vysokých škol.